# Jakob Gruber
Jakob Gruber (Gais, 19 gennaio 1676 – Gais, 29 giugno 1750) è stato un politico svizzero.

## Biografia
Figlio di Conrad Gruber, sindaco, e di Anna Sulser, sposò nel 1701 Anna Koller, figlia di Johannes Koller. Agricoltore, dal 1719 fu membro del Consiglio, poi capitano generale dal 1732 al 1733, Vicelandamano di Appenzello Esterno dal 1733 al 1735, inviato alla Dieta federale dal 1735 al 1743 e Landamano di Appenzello Esterno dal 1735 al 1745. Pur aderendo alla cosiddetta fazione dei "duri" durante il Landhandel, si impegnò energicamente per una composizione dei disordini. Nel 1733 prese sotto la sua protezione personale il parroco di Gais appartenente alla fazione dei "moderati". Membro della commissione incaricata nel 1733 della revisione del Codice cantonale (Landbuch), fu il promotore di nuovi statuti cantonali.